# 歷史主義
一些人認為必須研究與解釋人類歷史發展，基於這些解釋才能認真了解社會與政治。這樣的見解被奥地利哲学家卡爾·波普爾稱為歷史主義。在这里，「人類歷史」一詞與「人類發展」或「人類發展史」相通，即是英語的廣義，而不是「記錄往事」的意思。

## 簡介
自古以來就有不少人嘗試以研究與解釋個別人類歷史發展（如部落史、國王史）為基礎去理解個別的社會與政治，認為了解歷史發展的趨勢便能掌握未來發展，知道什麼趨勢將會容易成功。
德国哲学家黑格爾是較早有系統地理解整體人類歷史發展的過程（參見辯證法），為歷史主義建立基礎元素。這些元素在十九世紀興起，包括馬克思認為共產主義是人類發展的最終目標（參見歷史唯物主義）。
歷史主義有時會與還原論相比較：還原論主張人類發展可以還原為基礎法則。例如，有些人類歷史發展是由經濟法則所決定的（經濟決定論）。歷史主義者則以解釋個別人類歷史發展，建立他相信的基礎法則。
此詞在其他範圍有不同的使用。在人類學上，「歷史主義」指人類或生物會適應當地的環境而作出發展。在神學上的使用，一些基督教教派亦會以「歷史主義」為名理解聖經的預言，特別是與教會發展作出關連理解。
卡爾·波普爾批評歷史主義的各種形式，指其根源為決定論與整體論。

## 古典歷史主義
十九世紀初期，歷史學研究產生前所未有的變化，它被試圖轉化成一門專業化的學科，且當時的人們認為歷史是為政治目的及公共需要而存在的，蘭克是這一時期典型的代表，他認為歷史是一門不折不扣的科學，必須擺脫先入為主的觀念和價值判斷，以客觀的態度去撰寫「曾經發生過的事情」，他說：「歷史學在每一樁存在之中都識別出無限的東西，在每種情況中，每種生存中，都有出自上帝的永恆。」簡言之，歷史家是「上帝之手」，而這種觀念被稱作「歷史主義」，它被視為是思想上的進步，它的出現不僅僅限於歷史理論，更是結合社會、政治秩序的人生哲學。

## 普世歷史
康德在論及普世歷史中開宗明義地說明，每種生物都會發展成為其「註定的目的」（或稱「歷史的終結」），而人類作為獨有可以使用理性的生物，人類的歷史發展也有其完整使用理性的目的：建立普世的公民社會。邁向這個目的的發展就是社會進步。
後世對黑格爾的歷史主義的詮譯，明顯比起康德的普世歷史豐富得多。黑格爾曾經為學生授課，學生的筆記被後世稱為「歷史哲學講義」，其形式雖然是對不同地方的歷史作逐一研究，但其核心仍然是普世歷史的具體內容，亦即是不論歷史的形態在各地不同，速度也有不同，歷史都是由理性所推動。在黑格爾死後，其支持者在詮释普世歷史時有不同取向，有些支持者認為當時的歐洲已經到達「註定的目的」，較重視國家機器與憲法的重要性，另一些認為歐洲仍然存在很多矛盾，較重視辯證法並將推動社會進步。隨之而來，歷史主義的發展變得多樣化。
因為馬克思的共產主義被後世一步步實踐（至少共產政權對外如是宣稱），共產主義的「註定的目的」本質亦為後世所留意，而且一般來說馬克思比起黑格爾更為人認識。
現代也有針對「註定的目的」的論述，例如法蘭西斯·福山相信現代社會以自由民主制已實際上成為自然人的「註定的目的」，但有些因素（例造生物科技，超人類等）可能產生新的歷史目的。

## 新歷史主義
米歇爾·傅柯與雅各·拉岡認為，在理解某個觀念或某個論據時，必須先理解背後的歷史環境。這個理論在八九十年代發展迅速。
這個態度在理解與評論文學作品時亦有被應用，斯蒂芬·格林布拉特是這個學派的代表。

## 人類學上的歷史主義
人類學學者法蘭茲·鮑亞士在研究人類發展時，特別重視人類首先適應本地的環境與文化語境（馬文·哈里斯後來將其稱為「歷史特殊論」），然後人類文化才慢慢向外擴散與互相影響。他領導的學派反對直向進化論（認為人類進化只有程度高低之差異之學說，因此產生演化光譜）。歷史特殊論同樣重視演化論的適應與競爭要素，只是，能適應某個地區的文化不一定可以適應其他地區。
法蘭茲·鮑亞士所使用的研究方法是以採集經驗為主的，即是在針對某一社會或某一事件中，研究人員需要採集與導致此事件有關的輸入，然後達至有關的因果關係理論。因此，這樣的方法學被稱為歷史主義。然而與「普世歷史」觀念不同，這樣的研究方法是不可能建立廣義理論。

## 基督教的歷史主義
歷史主義也可以指一些新教派系在理解聖經（特別是但以理書與及啟示錄）預言時的方法。按這些理論，有關預言是正在發展之中，既非只在過去出現亦非只在展望未來。這些派系將現世的教會（公教）與「真正教會」區分出來，並對公教作強烈的批判。

## 批評

### 卡爾·波普爾
卡爾·波普爾在《開放社會及其敵人》中攻擊柏拉圖與卡爾·馬克思有關他們歷史主義的立場，特別是有關其歷史發展的必然性，罷黜每個人貢獻社會演進的民主責任，因此導致極權主義。
波普爾在此書第二十二章亦反對「道德歷史主義」：指企圖從歷史發展中建立道德。這包括道德實證主義（現在當權者是合理的），道德保守主義（傳統是合理的）與及道德未來主義（未來的當權者是合理的），這三者都沒有任何道德標準可言。
波普爾也抨擊阿諾爾得·約瑟·湯恩比的歷史相對主義（historism）（集中抨擊《历史研究》）。所謂歷史相對主義，就是指所有歷史思想都侷限於其歷史語境與環境，因此新歷史主義是歷史相對主義。這個悖論與相對主義相同：「歷史相對主義如何脫離其歷史語境與環境，成為普世的歷史思想呢？」波普爾並不反對歷史相對主義者的研究結論，只是認為這個研究方法是反理性。

## 外部連結

### 普世歷史
1. Idea for a Universal History from a Cosmopolitan Point of View (1784), 康德著 （页面存档备份，存于）（英文）
2. 歷史之終結與最後一人 法蘭西斯·福山著 ISBN 0380720027
3. 《開放社會及其敵人》中譯本 （页面存档备份，存于）

### 基督教歷史主義（英文）
1. historicism.net
2. historicism.com （页面存档备份，存于）
3. historicism.org （页面存档备份，存于）
4. historicist.com （页面存档备份，存于）